# كي. أي. بيدفورد
كي. أي. بيدفورد (بالإنجليزية: K. A. Bedford)‏ (1963، فريمانتل في أستراليا)؛ كاتب وروائي أسترالي.